# Now I'm Here
Now I'm Here è un singolo del gruppo musicale britannico Queen, pubblicato il 17 gennaio 1975 come estratto dal terzo album in studio Sheer Heart Attack.

## Descrizione
Now I'm Here fu composto da Brian May durante la sua degenza all'ospedale in seguito all'aver contratto l'epatite. Quando fu eseguita dal vivo la prima volta, un sosia di Freddie Mercury apparve durante la sequenza di apertura da un lato del palco, mentre il vero Freddie Mercury appariva dall'altro. Nella canzone Freddie Mercury suona un organo Hammond e Brian May oltre alla Red Special anche un pianoforte.
Venne suonata al Freddie Mercury Tribute Concert dai Def Leppard e da Brian May.

## Tracce
7" edizione internazionale
- Lato A

1. Now I'm Here – 4:08

- Lato B

1. Lily of the Valley – 1:37

7" edizione giapponese
- Lato A

1. Now I'm Here – 4:15

- Lato B

1. Keep Yourself Alive – 3:42

## Formazione
- Freddie Mercury – voce, organo Hammond
- Brian May – chitarra elettrica, cori, pianoforte
- John Deacon - basso
- Roger Taylor - batteria, cori, percussioni